# Jorge Soto Acebal
 Jorge Soto Acébal  (Buenos Aires, Argentina, 21 de junio de 1891 – ídem 5 de septiembre de 1974) fue un pintor de larga trayectoria en su país y en el exterior. Su esposa fue la también pintora María Mercedes Rodrigué.

## Actividad profesional
En 1907 terminó su bachillerato y dos años más tarde comenzó a trabajar como dibujante en el taller del arquitecto Alejandro Christophersen. A mediados de 1911 viajó a Europa para continuar los estudios y al año siguiente ingresó en un gran taller de arquitectura y decoración en París. En 1913 en San Sebastián, España, juntamente con los Zuloaga, los hermanos Valentín y Ramón de Zubiaurre Aguirrezábal, Elías Salaverría, Antonio Ortiz Echagüe y otros participó en su primera exposición, recibiendo la condecoración Cruz de Alfonso XII por haber integrado el Comité Organizador de la misma.
Soto Acébal viajó por España, Francia y Alemania durante sus vacaciones y pintaba a la acuarela pero siempre con mucho interés en los croquis de arquitectura. Al estallar la Primera Guerra Mundial se encontraba en París y logró trasladar su estudio en un tren de ganado a España donde durante algunos meses viajó por los pueblos de Castilla y allí empezó su verdadero aprendizaje de pintura.

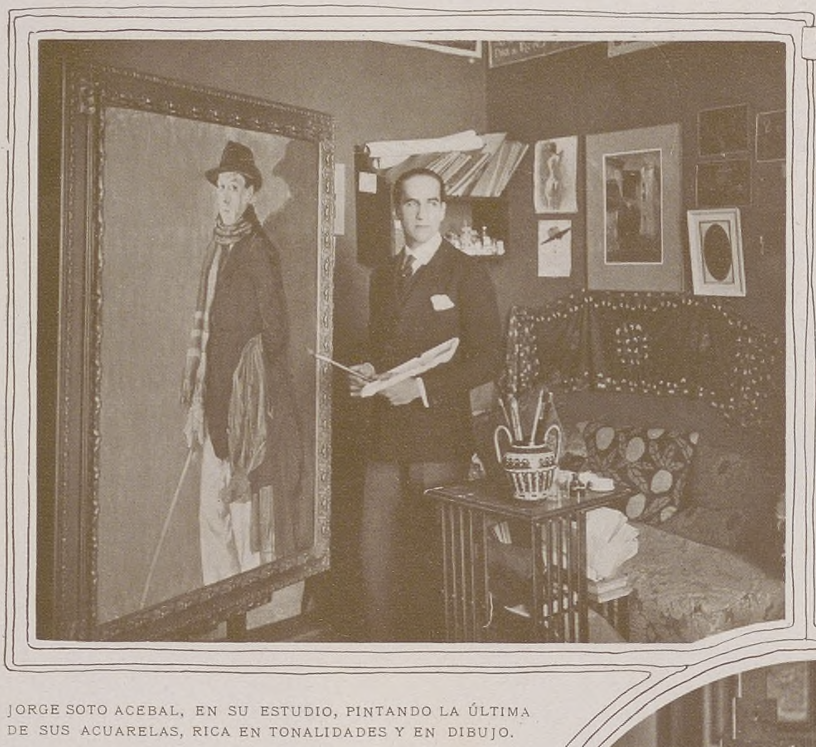
Jorge Soto Acebal en 1917.

Regresó a Argentina y envió obras al Salón Nacional de Pintura de 1915. En 1918 obtuvo el 3° Premio en el Salón Nacional y en 1920 fue galardonado con la medalla de Plata en el Salón de Rosario. En 1921 hizo en la Galería Müller su primera exposición personal. En 1923 regresó a Europa y después de una estadía de trabajo en el País Vasco expuso en Madrid en las salas de la Biblioteca y Museos Nacionales y dos de sus obras importantes fueron compradas por el Museo de Arte Moderno de Madrid. Después de viajar por Italia y París regresó a Buenos Aires en 1924. Fue nombrado como miembro de la Comisión Nacional de Bellas Artes y como jurado por la Municipalidad de Buenos Aires para otorgar los premios municipales en el VII Salón de Acuarelistas y Grabadores.
En 1927 logró el 2º Premio en el III Salón Nacional de Rosario y fue elegido por segunda vez Presidente de la Sociedad de Acuarelistas y Grabadores. En 1928 exhibió obras en una exposición realizada en Baltimore, Estados Unidos y en 1930 hizo su segunda exposición personal en Galería Müller y dejó la Comisión Nacional de Bellas Artes. Ese mismo año redactó el plan de estudios de la Escuela Superior de Bellas Artes y al siguiente se lo designó director general de Bellas Artes. Soto Acebal proyectó e hizo construir el Museo Nacional de Bellas Artes sobre el viejo edificio de la Casa de Bombas bajo la dirección ad honorem del arquitecto Alejandro Bustillo.
En julio de 1932 ganó el Primer Premio “Jockey Club” en el Salón de Acuarelistas realizado y en el mes de septiembre fue jurado, elegido por voto de los artistas, en el Salón Nacional. Durante 1933 pintó las decoraciones murales en el Plaza Hotel de Buenos Aires.
Dirigió en 1933 la publicación de la primera Biblioteca de Artistas Argentinos en el año 1933, con el número dedicado a Fernando Fader y al año siguiente presentó sus obras en una exposición personal en La Plata; ese mismo año fue galardonado con el Primer Premio en el Salón de Santa Fe, en el cual fue invitado de honor en 1935.
Cuando en 1936 se creó la Comisión de Cooperación Intelectual fue designado por el Poder Ejecutivo como uno de sus integrantes. Ese mismo año obtuvo el Primer Premio Nacional en el XXVI Salón con su obra “Susana” y el 9 de diciembre fue nombrado Académico de Número de la Academia Nacional de Bellas Artes. Esta Academia participó en 1941 de la Comisión especial de publicaciones sobre “Documentos de Arte Argentino”, fue elegido su Vicepresidente durante la presidencia del arquitecto Martin Noel y su Presidente desde el 27 de marzo de 1961 a 1964. Integró la Comisión Nacional Tasadora de las obras de Arte del Palacio Errázuriz y fue vicepresidente del Comité Nacional para la exposición de París. En 1938 pintó las decoraciones murales del vestíbulo del Ministerio de Hacienda de la Nación y en 1939 publicó el catálogo “Fine Arts in Argentina” y el correspondiente al 25 Aniversario de la Sociedad de Acuarelistas. Participó en exposiciones en Nueva York, San Francisco y en la Panamericana del Riverside Museum de Nueva York. En 1942 pintó las decoraciones murales de la Caja Nacional de Ahorro Postal.
Jorge Soto Acebal falleció el 5 de septiembre de 1974

## Actividad docente, periodística y académica
A fines de 1947 la ley 13045 creó la Facultad de Arquitectura y Urbanismo (FAU) de la UBA que independizó la Escuela de Arquitectura de la Facultad de Ciencias Exactas y fue designado junto con los arquitectos Francisco Montagna (vicedecano), Buschiazzo, Leiva, Julio Otaola y Manuel Augusto Domínguez para integrar la Comisión de Enseñanza de la nueva Facultad, que tuvo a su cargo la redacción de los planes de estudio y programas.
Artículos de su autoría sobre arte fueron publicados en los periódicos La Nación y La Opinión y en las revistas Plus Ultra y Caras y Caretas. Ha pronunciado conferencias en diversos ámbitos y fue profesor de pintura en la Escuela Superior de Bellas Artes Ernesto de la Cárcova y profesor titular de Visión en la Facultad de Arquitectura y Urbanismo, como así también consejero de la misma.
Ha sido fundador de la Sociedad de Artistas Argentinos; de la Sociedad Amigos del Arte y de la Sociedad de Acuarelistas y Grabadores de la cual además fue presidente durante varios periodos.
Se encuentran obras de su autoría en el Museo de Arte Moderno de Madrid, en el Museo Nacional de Bellas Artes y en museos provinciales de Argentina, como también en las colecciones del Jockey Club de Buenos Aires y de coleccionistas privados. En el Museo del Prado se encuentra su acuarela titulada Titiriteros de Oyarzun, obra, de tintes costumbristas, en la que se observa un cierto «folclorismo romántico» junto con un tratamiento formal y técnico de la pintura que denota la influencia del impresionismo y del posimpresionismo.